# SM UC-50
SM UC-50 – niemiecki podwodny stawiacz min z okresu I wojny światowej, jedna z 64 zbudowanych jednostek typu UC II. Zwodowany 23 listopada 1916 roku w stoczni Germaniawerft w Kilonii, został przyjęty do służby w Kaiserliche Marine 21 grudnia 1916 roku. W czasie służby operacyjnej w składzie 1. Flotylli U-Bootów Hochseeflotte i Flotylli Flandria okręt odbył dziewięć patroli bojowych, w wyniku których zatonęło 29 statków o łącznej pojemności 42 871 BRT, a jeden statek o pojemności 270 BRT został uszkodzony. SM UC-50 zaginął bez wieści po 7 stycznia 1918 roku.

## Projekt i budowa
Dokonania pierwszych niemieckich podwodnych stawiaczy min typu UC I, a także zauważone niedostatki tej konstrukcji, skłoniły dowództwo Cesarskiej Marynarki Wojennej z admirałem von Tirpitzem na czele do działań mających na celu budowę nowego, znacznie większego i doskonalszego typu okrętu podwodnego. Opracowany latem 1915 roku projekt okrętu, oznaczonego później jako typ UC II, tworzony był równolegle z projektem przybrzeżnego torpedowego okrętu podwodnego typu UB II. Głównymi zmianami w stosunku do poprzedniej serii były: instalacja wyrzutni torpedowych i działa pokładowego, zwiększenie mocy i niezawodności siłowni, oraz wzrost prędkości i zasięgu jednostki, kosztem rezygnacji z możliwości łatwego transportu kolejowego (ze względu na powiększone rozmiary).
SM UC-50 zamówiony został 12 stycznia 1916 roku jako jednostka z III serii okrętów typu UC II (numer projektu 41, nadany przez Inspektorat U-Bootów), w ramach wojennego programu rozbudowy floty . Został zbudowany w stoczni Germaniawerft w Kilonii jako jeden z sześciu okrętów III serii zamówionych w tej wytwórni. UC-50 otrzymał numer stoczniowy 266 (Werk 266)  . Stępkę okrętu położono w 1916 roku  a zwodowany został 23 listopada 1916 roku.

## Dane taktyczno-techniczne
SM UC-50 był średniej wielkości przybrzeżnym okrętem podwodnym o konstrukcji dwukadłubowej. Długość całkowita wynosiła 52,7 metra, szerokość 5,22 metra i zanurzenie 3,64 metra . Wykonany ze stali kadłub sztywny miał 39,3 metra długości i 3,61 metra szerokości, a wysokość (od stępki do szczytu kiosku) wynosiła 7,46 metra . Wyporność w położeniu nawodnym wynosiła 434 tony, a w zanurzeniu 511 ton. Jednostka miała wysoki, ostry dziób przystosowany do przecinania sieci przeciwpodwodnych; do jej wnętrza prowadziły trzy luki: pierwszy przed kioskiem, drugi w kiosku, a ostatni w części rufowej, prowadzący do maszynowni . Cylindryczny kiosk miał średnicę 1,4 metra i wysokość 1,8 metra, obudowany był opływową osłoną . Okręt napędzany był na powierzchni przez dwa 6-cylindrowe, czterosuwowe silniki wysokoprężne Körting o łącznej mocy 440 kW (600 KM), a pod wodą poruszał się dzięki dwóm silnikom elektrycznym BBC o łącznej mocy 460 kW (620 KM) . Dwa wały napędowe obracały dwie śruby wykonane z brązu manganowego (o średnicy 1,9 metra i skoku 0,9 metra) . Okręt osiągał prędkość 11,8 węzła na powierzchni i 7,2 węzła w zanurzeniu . Zasięg wynosił 9450 Mm przy prędkości 7 węzłów w położeniu nawodnym oraz 56 Mm przy prędkości 4 węzłów pod wodą . Zbiorniki mieściły 56 ton paliwa , a energia elektryczna magazynowana była w dwóch bateriach akumulatorów 26 MAS po 62 ogniwa, zlokalizowanych pod przednim i tylnym pomieszczeniem mieszkalnym załogi. Okręt miał siedem zewnętrznych zbiorników balastowych . Dopuszczalna głębokość zanurzenia wynosiła 50 metrów , a czas wykonania manewru zanurzenia 40 sekund.
Głównym uzbrojeniem okrętu było 18 min kotwicznych typu UC/200 w sześciu skośnych szybach minowych o średnicy 100 cm, usytuowanych w podwyższonej części dziobowej jeden za drugim w osi symetrii okrętu, pod kątem do tyłu (sposób stawiania – „pod siebie”). Układ ten powodował, że miny trzeba było stawiać na zaplanowanej przed rejsem głębokości, gdyż na morzu nie było do nich dostępu (co znacznie zmniejszało skuteczność okrętów). Wyposażenie uzupełniały dwie zewnętrzne wyrzutnie torped kalibru 500 mm (umiejscowione powyżej linii wodnej na dziobie, po obu stronach szybów minowych), jedna wewnętrzna wyrzutnia torped kal. 500 mm na rufie (z łącznym zapasem 7 torped) oraz umieszczone przed kioskiem działo pokładowe kal. 88 mm L/30, z zapasem amunicji wynoszącym 130 naboi . Okręt wyposażony był w dwa peryskopy Zeissa: wachtowy i bojowy oraz radiostację z podnoszonym masztem o wysokości 10 metrów. Wyposażenie uzupełniała kotwica grzybkowa o masie 272 kg .
Załoga okrętu składała się z 3 oficerów oraz 23 podoficerów i marynarzy.

## Służba

### 1916 rok
21 grudnia 1916 roku SM UC-50 został przyjęty do służby w Cesarskiej Marynarce Wojennej . Dowództwo jednostki objął kpt. mar. (niem. Kapitänleutnant) Rudolf Seuffer .

### 1917 rok
Z dniem 1 lutego 1917 roku, rozkazem szefa sztabu admiralicji niemieckiej z 12 stycznia tego roku, U-Booty należące do czterech flotylli Hochseeflotte, Flotylli Flandria i Flotylli Pola rozpoczęły nieograniczoną wojnę podwodną. Po okresie szkolenia okręt został 18 lutego przydzielony do 1. Flotylli U-Bootów Hochseeflotte .
W dniach 12–23 marca U-Boot przeprowadził operację bojową, stawiając u wschodniego wybrzeża Anglii cztery zagrody składające się łącznie z 18 min. 13 marca na Morzu Północnym UC-50 zatopił zbudowany w 1890 roku holenderski zbiornikowiec „La Campine” o pojemności 2557 BRT, płynący pod balastem z Rotterdamu do Nowego Jorku (na pozycji 56°00′N 4°57′E/56,000000 4,950000, nikt nie zginął) . Trzy dni później w odległości 7 Mm na północny wschód od Blyth ten sam los spotkał zbudowany w 1897 roku norweski parowiec „Gudbrand” (1860 BRT), transportujący węgiel z Newcastle upon Tyne do Christianii (obyło się bez strat w ludziach) . 17 marca lista wojennych dokonań załogi U-Boota powiększyła się o cztery pozycje: zbudowany w 1901 roku norweski parowiec „Expedit” o pojemności 680 BRT, płynący pod balastem z Fraserburgh do Kingston upon Hull, który zatonął bez strat w załodze na wschód od wybrzeży Northumberland (na pozycji 56°04′N 0°04′W/56,066667 -0,066667)  i trzy brytyjskie jednostki rybackie – trawlery „Caledonia” (161 BRT)  i „Kestrel” (181 BRT)  oraz motorową łódź rybacką „Gowan” (25 BRT), wszystkie zatopione nieopodal latarni morskiej Longstone . 20 marca w odległości około 85 Mm na północny wschód od Amble okręt zatopił zbudowany w 1883 roku norweski parowiec „Frisk” (1038 BRT), przewożący ładunek węgla z Warkworth do Fredrikstad (na pokładzie zginęło siedem osób) . Dwa dni później u ujścia Tyne na postawioną przez okręt podwodny minę wszedł zbudowany w 1903 roku brytyjski parowiec „Rio Colorado” (3565 BRT), płynący z La Platy do Tyne z ładunkiem pszenicy (jednostka zatonęła ze stratą 10 członków załogi, w tym kapitana)  .
14 kwietnia na postawionej przez UC-50 minie w odległości 5 Mm na wschód Berwick-upon-Tweed zatonął ze stratą 14 załogantów zbudowany w 1872 roku norweski parowiec „Venus” (725 BRT), płynący z ładunkiem węgla z Blyth do Drammen . Cztery dni później na Morzu Północnym U-Boot zatrzymał i po ewakuacji załogi zatopił zbudowany w 1885 roku brytyjski trawler „Witham” o pojemności 144 BRT (na pozycji 55°56′N 1°36′E/55,933333 1,600000) . 20 kwietnia na postawioną nieopodal Skinningrove minę wszedł zbudowany w 1916 roku brytyjski uzbrojony trawler HMT „Ruthin Castle” (275 BRT), tonąc na pozycji 54°37′N 0°53′W/54,616667 -0,883333 ze stratą dziewięciu członków załogi . 24 kwietnia okręt stoczył u wybrzeży East Riding of Yorkshire pojedynki artyleryjskie z dwoma brytyjskimi uzbrojonymi trawlerami, zatapiając zbudowany w 1897 roku HMT „Margate” (162 BRT, zginęło 13 członków załogi)  i uszkadzając pochodzący z 1904 roku HMT „Gaul” (270 BRT, śmierć poniosło trzech załogantów) . Tego samego dnia 75 Mm na północny wschód od Scarborough UC-50 zatopił ogniem artylerii zbudowany w 1899 roku brytyjski trawler „Mayfly” o pojemności 199 BRT, na którego pokładzie śmierć poniosło trzech rybaków . 26 kwietnia U-Boot zatopił dwie kolejne jednostki: zbudowany w 1892 roku brytyjski trawler „Active” o pojemności 149 BRT, zatrzymany i po ewakuacji załogi zatopiony w odległości 65 Mm na południowy wschód od latarni morskiej Longstone  oraz zbudowany w 1878 roku norweski żaglowiec „Telefon” (777 BRT), przewożący stemple na trasie Fredrikshald – West Hartlepool (zatonął bez strat w załodze na pozycji 54°57′N 1°48′E/54,950000 1,800000) .
W maju 1917 roku UC-50 oraz pozostałe okręty wchodzące w skład 1. Flotylli (U-71, U-80, UC-29, UC-31, UC-33, UC-41, UC-42, UC-44, UC-45, UC-49, UC-51, UC-55, UC-75 i UC-77) postawiły wokół Wysp Brytyjskich 50 zagród minowych. 27 maja w odległości 35 Mm na południowy wschód od Fastnet Rock U-Boot storpedował bez ostrzeżenia i zatopił zbudowany w 1892 roku uzbrojony brytyjski parowiec „Dartmoor” (2870 BRT), płynący z ładunkiem rudy żelaza z Bône do Liverpoolu. Jednostka zatonęła na pozycji 51°09′N 8°46′W/51,150000 -8,766667 ze stratą 25 członków załogi, w tym kapitana  . 30 maja na postawioną przez okręt podwodny na zachód od Castletownbere minę wpłynął zbudowany w 1913 roku brytyjski uzbrojony trawler HMT „Ina William” (337 BRT). Jednostka zatonęła na pozycji 51°34′N 10°18′W/51,566667 -10,300000, a na jej pokładzie zginęło 12 osób .
6 lipca SM UC-50 został przydzielony do Flotylli Flandria . 26 lipca o godzinie 3:30 2 Mm na południowy wschód od latarni morskiej Lizard (na pozycji 49°57′N 5°08′W/49,950000 -5,133333) okręt storpedował bez ostrzeżenia zbudowany w 1916 roku brytyjski parowiec „Carmarthen” o pojemności 4262 BRT, płynący pod balastem z Genui do ujścia Tees. Mimo wzięcia na hol statek zatonął bez strat w ludziach na pozycji 50°00′N 5°07′W/50,000000 -5,116667  .
3 września w odległości 50 Mm na południowy zachód od latarni morskiej Start Point U-Boot storpedował bez ostrzeżenia zbudowany w 1913 roku brytyjski parowiec „La Negra” o pojemności 8312 BRT, który wypłynął z Buenos Aires z ładunkiem mrożonego mięsa. Statek trafiły dwie torpedy, które spowodowały śmierć czterech marynarzy, po czym został wzięty na hol, jednak zatonął na pozycji 49°29′N 3°53′W/49,483333 -3,883333  . Dwa dni później nieopodal Sept Îles ofiarą załogi okrętu podwodnego padły cztery płynące pod balastem brytyjskie żaglowce: zbudowany w 1865 roku kecz „Emma” (73 BRT), płynący z Saint-Malo do Fowey (nikt nie zginął) , pochodzący z 1872 roku drewniany szkuner „Florence Muspratt” (79 BRT), płynący z Saint-Malo do Newport (zginął jeden marynarz) , zbudowany w 1889 roku drewniany kecz „Frances” (89 BRT), płynący z Saint-Malo do Fowey (bez strat w ludziach)  i pochodzący z 1909 roku „Theodor” (230 BRT), także płynący z Saint-Malo do Fowey (na pokładzie nikt nie zginął) . 6 września nieopodal Ouessant UC-50 dobił torpedą uszkodzony poprzedniego dnia przez SM UC-69 zbudowany w 1902 roku francuski parowiec pasażerski „Alesia” o pojemności 6006 BRT, przewożący węgiel i drobnicę z Cardiff do Bordeaux (do zatopienia doszło na pozycji 48°49′N 5°00′W/48,816667 -5,000000) . Następnego dnia okręt w odległości 107 Mm na zachód od Ouessant zatopił z działa pokładowego zbudowaną w 1910 roku francuską łódź rybacką „Versailles” o pojemności 70 BRT (na pozycji 47°49′N 7°38′W/47,816667 -7,633333, bez ofiar) . 26 września na postawionej nieopodal latarni morskiej Nab Tower przez U-Boota 25 lipca minie zatonął wraz z całą, liczącą 10 osób załogą zbudowany w 1907 roku brytyjski kuter HMD „Ocean Star” (92 BRT) .
11 października u południowego wybrzeża Devon UC-50 storpedował bez ostrzeżenia i zatopił zbudowany w 1906 roku brytyjski parowiec „Baychattan” o pojemności 3758 BRT, płynący pod balastem z Hawru do Cardiff (na pokładzie nikt nie zginął)  . Tego samego dnia na postawioną przez okręt nieopodal Beachy Head minę wpłynął płynący w konwoju HH-25 zbudowany w 1901 roku brytyjski zbiornikowiec „Mira” (3700 BRT), przewożący paliwo płynne z Port Arthur do Dover (statek zatonął bez strat w ludziach na pozycji 50°41′N 0°09′W/50,683333 -0,150000)  .
12 grudnia na wschód od latarni morskiej Start Point U-Boot storpedował i zatopił wraz z całą, liczącą 14 osób załogą zbudowany w 1904 roku brytyjski parowiec „Emlyndene” o pojemności 495 BRT, transportujący węgiel z Cardiff do Granville .

### 1918 rok
7 stycznia 1918 roku UC-50 wyszedł w morze, kierując się na wody Zatoki Biskajskiej. Okręt zaginął bez wieści z całą, liczącą w tym rejsie 29 osób załogą  .

### Podsumowanie działalności bojowej
SM UC-50 odbył dziewięć rejsów operacyjnych, w wyniku których zatonęło 29 statków o łącznej pojemności 42 871 BRT, a jedna jednostka o pojemności 270 BRT została uszkodzona . Na pokładach zatopionych i uszkodzonych jednostek zginęło co najmniej 125 osób, w tym 25 na brytyjskim parowcu „Dartmoor”  . Pełne zestawienie zadanych przez niego strat przedstawia poniższa tabela :
| Data                 | Nazwa               | Państwo         | Tonaż       | Los jednostki |
| -------------------- | ------------------- | --------------- | ----------- | ------------- |
| 13 marca 1917        | „La Campine”        | Holandia        | 2557        | zatopiony     |
| 16 marca 1917        | „Gudbrand”          | Norwegia        | 1860        | zatopiony     |
| 17 marca 1917        | „Caledonia”         | Wielka Brytania | 161         | zatopiony     |
| 17 marca 1917        | „Expedit”           | Norwegia        | 680         | zatopiony     |
| 17 marca 1917        | „Gowan”             | Wielka Brytania | 25          | zatopiony     |
| 17 marca 1917        | „Kestrel”           | Wielka Brytania | 181         | zatopiony     |
| 20 marca 1917        | „Frisk”             | Norwegia        | 1038        | zatopiony     |
| 22 marca 1917        | „Rio Colorado”      | Wielka Brytania | 3565        | zatopiony     |
| 14 kwietnia 1917     | „Venus”             | Norwegia        | 725         | zatopiony     |
| 18 kwietnia 1917     | „Witham”            | Wielka Brytania | 144         | zatopiony     |
| 20 kwietnia 1917     | HMT „Ruthin Castle” | Royal Navy      | 275         | zatopiony     |
| 24 kwietnia 1917     | HMT „Margate”       | Royal Navy      | 162         | zatopiony     |
| 24 kwietnia 1917     | „Mayfly”            | Wielka Brytania | 199         | zatopiony     |
| 24 kwietnia 1917     | HMT „Gaul”          | Royal Navy      | 270         | uszkodzony    |
| 26 kwietnia 1917     | „Active”            | Wielka Brytania | 149         | zatopiony     |
| 26 kwietnia 1917     | „Telefon”           | Norwegia        | 777         | zatopiony     |
| 27 maja 1917         | „Dartmoor”          | Wielka Brytania | 2870        | zatopiony     |
| 30 maja 1917         | HMT „Ina William”   | Royal Navy      | 337         | zatopiony     |
| 26 lipca 1917        | „Carmarthen”        | Wielka Brytania | 4262        | zatopiony     |
| 3 września 1917      | „La Negra”          | Wielka Brytania | 8312        | zatopiony     |
| 5 września 1917      | „Emma”              | Wielka Brytania | 73          | zatopiony     |
| 5 września 1917      | „Florence Muspratt” | Wielka Brytania | 79          | zatopiony     |
| 5 września 1917      | „Frances”           | Wielka Brytania | 89          | zatopiony     |
| 5 września 1917      | „Theodor”           | Wielka Brytania | 230         | zatopiony     |
| 6 września 1917      | „Alesia”            | Francja         | 6006        | zatopiony     |
| 7 września 1917      | „Versailles”        | Francja         | 70          | zatopiony     |
| 26 września 1917     | HMD „Ocean Star”    | Royal Navy      | 92          | zatopiony     |
| 11 października 1917 | „Baychattan”        | Wielka Brytania | 3758        | zatopiony     |
| 11 października 1917 | „Mira”              | Wielka Brytania | 3700        | zatopiony     |
| 12 grudnia 1917      | „Emlyndene”         | Wielka Brytania | 495         | zatopiony     |
| RAZEM                | RAZEM               | zatopione:      | zatopione:  | 29            |
| RAZEM                | RAZEM               | uszkodzone:     | uszkodzone: | 1             |